# Большое Рогатово
Большое Рогатово — деревня в городском округе Серебряные Пруды Московской области.

## География
Находится в южной части Московской области на расстоянии приблизительно 13 км на запад по прямой от окружного центра поселка Серебряные Пруды.

## История
Известна с 1579 года как деревня Рогатово. В 1816 году здесь (сельцо Рогатое) было 33 двора, принадлежавших двум помещикам, в 1858 — 13, в 1974 — 48, в 1999 — 20 дворов и 25 дач. В советское время работали колхозы «Новый мир», «Красное Знамя» и им. Булганина. В период 2006—2015 годов входила в состав сельского поселения Мочильское Серебряно-Прудского района.

## Население
Постоянное население составляло 334 человека (1816 год), 230 (1858), 153 (1974), 68 в 2002 году (русские 97 %), 47 в 2010.